# Ornak (szczyt)
Ornak, Pośredni Ornak (1854 lub 1853 m) – jeden ze szczytów grzbietu górskiego Ornak w Tatrach Zachodnich, oddzielającego górną część Doliny Kościeliskiej (Dolinę Pyszniańską) od górnej części Doliny Chochołowskiej (Doliny Starorobociańskiej).
Długi grzbiet Ornaku ma cztery szczyty, niewiele wznoszące się ponad główną grań. Są to od strony Iwaniackiej Przełęczy: Suchy Wierch Ornaczański (1832 m), Ornak, Zadni Ornak (1867 m) i Kotłowa Czuba (1840 m). Od Suchego Wierchu Ornaczańskiego Ornak oddzielony jest Wyżnią Ornaczańską Przełęczą (1825 m), od Zadniego Ornaku Ornaczańską Przełęczą (1795 m).
Płaski wierzchołek Ornaku jest trawiasty i nieco skalisty. W zachodnim kierunku (do Doliny Starorobociańskiej) opadają z niego dwie grzędy tworzące obramowania żlebu Graniczniak, w kierunku wschodnim (do Doliny Pyszniańskiej) niezbyt stromy stok, w który poniżej wcinają się koryta Ornaczańskiego Żlebu. Dawniej stoki Ornaku stanowiły teren wypasowy dwóch hal: Hali Stara Robota (stoki zachodnie) i Hali Ornak (stoki wschodnie). Po zaprzestaniu wypasu zarosły już w dolnej części lasem lub kosówką, część zboczy porasta murawa z czerwieniącymi pędami situ skuciny, a tylko sam wierzchołek jest skalisty. Pojawiające się już na zboczach kępy kosodrzewiny wskazują, że w nieodległej przyszłości całe zbocza zarosną i utworzą się na nich typowe dla Tatr piętra roślinne (ze szkodą dla walorów widokowych). Pozostałością pasterskiej przeszłości są jeszcze zachowane na mapach nazwy dawnych upłazów i innych pasterskich miejsc na stokach Ornaku: Skrajna Wolarnia, Wielki Rohacz, Mały Rohacz, Szeroki Upłaz, Pieronisko, Wielkie Dwojaki, Wyżnia Wolarnia, Wyżnie Ornaczańskie.

## Szlaki turystyczne
– zielony szlak biegnący z Iwaniackiej Przełęczy przez cały grzbiet Ornaku, Siwą Przełęcz i Siwe Turnie na przełęcz Liliowy Karb. Czas przejścia: 2:20 h, z powrotem 1:55 h.

## Przypisy

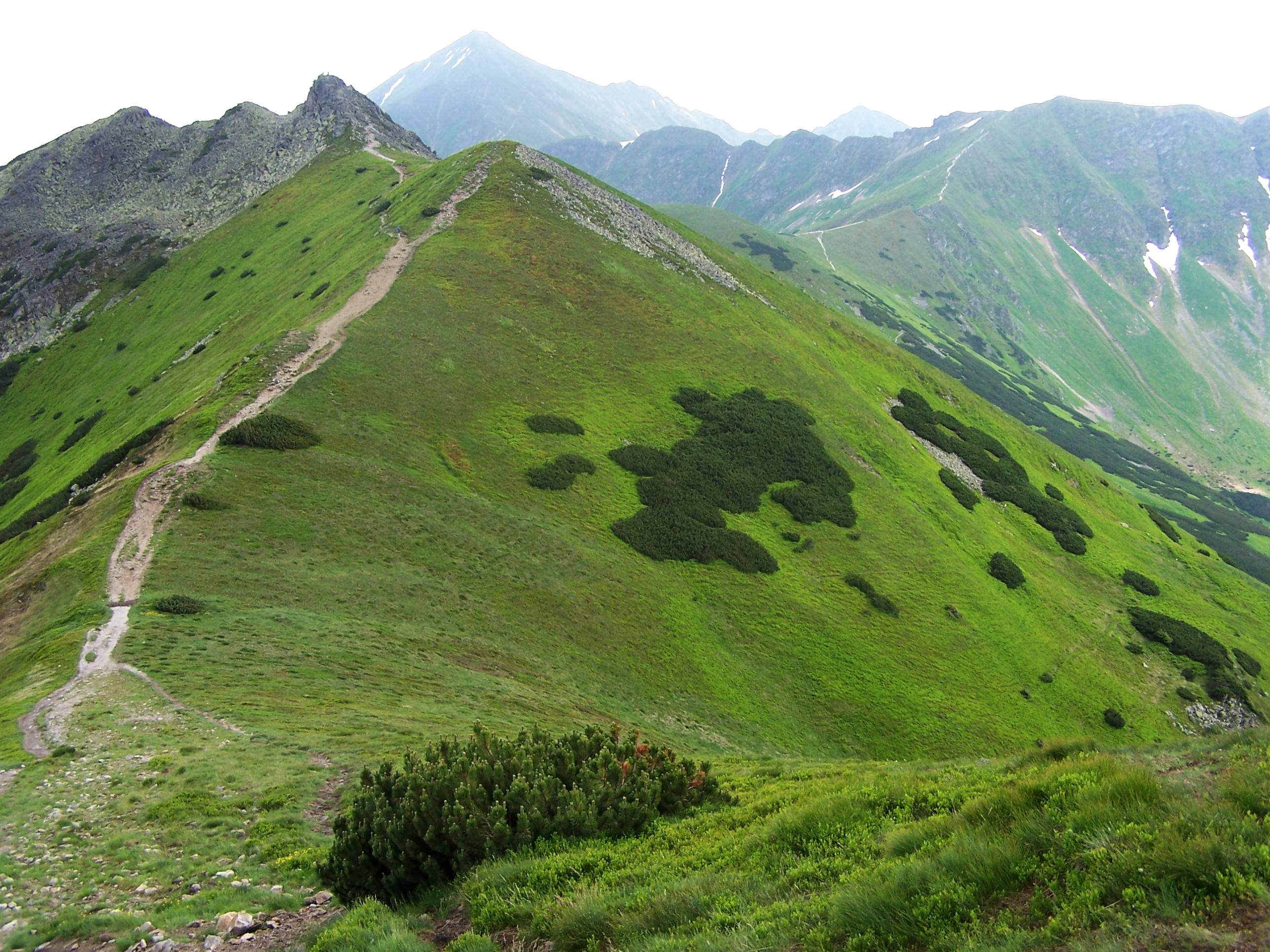
Ornak, za nim Zadni Ornak